# Medracen

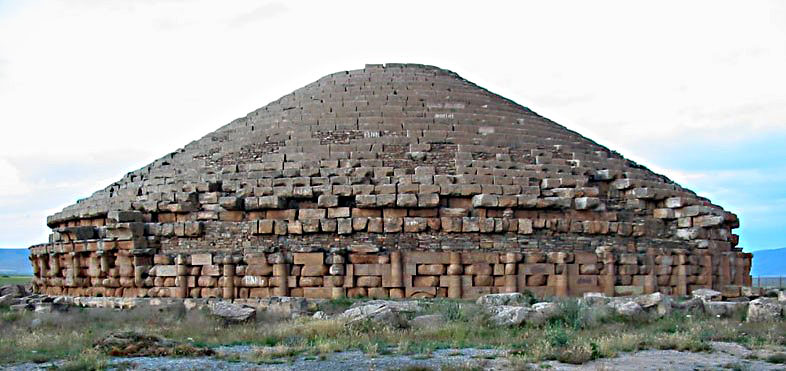
Mausoleum von Medracen

Das guterhaltene Mausoleum Medracen, auch Ibbed Dh Iddher, Medrasen oder Imedghassen genannt, im Nordosten Algeriens ist vom autochthonen alt-berberischen Typ der Bazina abgeleitet. Es wurde vom Vorgänger des Numidierkönigs Massinissa im 3. Jahrhundert v. Chr. erbaut und liegt 29 Kilometer von Batna am Nordrand des Aurès, zwischen den Hügeln Djebel Azzem und Djebel Tafront im Kernland der numidischen Dynastie der Massylier.
Der Rundbau besteht aus einem etwa 18 Meter hohen zylindrischen Sockel von 58,9 Metern Durchmesser, dem ein stufenförmiger Kegel aufsitzt, dessen Spitze abgeflacht ist. Die Quaderwände des Sockels sind durch 60 dorische Halbsäulen und drei Scheintüren unterbrochen.
Im Inneren befindet sich eine nahezu rechteckige Kammer von 3,3 × etwa 1,5 Metern mit Bankaltären an den Längsseiten, die leer vorgefunden wurde. Ihr versteckter Zugang erfolgt über eine komplizierte Schutzvorrichtung.
Das inzwischen restaurierte Denkmal wurde im Jahre 2002 von den algerischen Behörden für die Aufnahme in die Liste des Weltkulturerbes vorgeschlagen.